# Comisión Nacional de Irrigación
La Comisión Nacional de Irrigación fue una dependencia administrativa de México creada en 1926 por el presidente Plutarco Elías Calles que tenía a su cargo las concesiones de aguas federales y las obras referentes al abasto de agua en México. Desapareció en 1947 con la creación de la Secretaría de Recursos Hidráulicos.

## Historia
Al finalizar la guerra revolucionaria y comenzarse a crear la nueva estructura administrativa del poder ejecutivo conforme a la Constitución de 1917, fue necesario dotar de una dependencia que se encargara del abasto de agua especialmente en las zonas agrícolas del país, criterio que se que tornó muy importante tras la reforma agraria iniciada por Álvaro Obregón, así el 1 de marzo de 1921 se creó el organismo denominado "Dirección de Irrigación" dentro de la estructura de la Secretaría de Agricultura y Fomento.
Pocos años después en 1926, el presidente Plutarco Elías Calles, presentó la propuesta de una "Ley sobre irrigación con aguas federales" que fue aprobada por el Congreso de la Unión y promulgada el 27 de enero de 1926, y en la cual se ordenaba la creación de un organismo autónomo denominado "Comisión Nacional de Irrigación" que seguía dependiendo de la Secretaría de Agricultura y Fomento. El primer presidente de esta comisión fue el ingeniero Luis L. León, siendo el lema de este organismo "Por la grandeza de México".
Esta dependencia existió hasta el 1 de enero de 1947 cuando el presidente Miguel Alemán Valdés expidió el reglamento a la recién creada Ley de Secretarías y Departamentos de Estado, por la cual se crearon dos nuevas secretarías: la Secretaría de Bienes Nacionales e Inspección Administrativa y la Secretaría de Recursos Hidráulicos, que incorporaba las funciones de la Comisión Nacional del Agua que venía ejerciendo la Secretaría de Agricultura y Fomento y la llevaba al nivel de secretaría de estado.

## Funciones
A la Comisión Nacional de Irrigación le correspondían aquellas funciones de la Secretaría de Agricultura y Fomento en lo relativo al sistema de aguas y desarrollo de la infraestructura hidráulica en México. Conforme al artículo 7o de la "Ley de Secretarías de Estado, Departamentos Administrativos y demás 
Dependencias del Ejecutivo Federal
" de abril de 1934, tales funciones eran las siguientes:
- Dirección, organización y control sobre los trabajos de hidrología que se desarrollen en cuencas, cauces y álveos de aguas nacionales.
- Concesiones, reconocimiento de derechos y autorizaciones para aprovechamiento de aguas nacionales, y en general, todo lo que con dichas aguas se relaciona.
- Todo lo referente a obras de captación y derivación de aguas nacionales, y a riego, desecación y mejoramiento de terrenos.
- Administración, control y reglamentación del aprovechamiento y uso de cauces y álveos de aguas nacionales.